# Heike Wolf-Aury
Heike Wolf-Aury (geboren im 20. Jahrhundert) ist eine deutsche Szenenbildnerin und Filmausstatterin.

## Beruflicher Werdegang
Heike Wolf-Aury studierte ab 1994 an der Fachhochschule Rosenheim und schloss 1994 mit einem Diplom als Innenarchitektin ab. Ab 1995 studierte sie an der Hochschule für Film und Fernsehen Konrad Wolf, heute Filmuniversität Babelsberg. Im Jahr 2000 beendete sie ihr Studium mit einem Diplom als Designerin für Film und Fernsehen.
Seitdem ist sie in zahlreichen Film- und Fernsehproduktionen als Szenografin und Setausstatterin tätig, von denen einige für das Szenenbild bzw. die Ausstattung ausgezeichnet wurden.
Heike Wolf-Aury ist Mitglied der Deutsche Filmakademie e.V. sowie im Verband der Berufsgruppe Szenenbild und Kostümbild e.V.

## Filmografie (Auswahl)
- 1999: Tolle Lage, Regie: Sören Voigt
- 2000: In den Tag hinein, Regie: Maria Speth
- 2007: Die Schatzinsel, Regie: Hansjörg Thurn
- 2009: Hexe Lili – die Reise nach Mandolan, Regie: Harald Sicheritz
- 2009: Das weiße Band, Regie: Michael Haneke
- 2010: Löwenzahn, das Kinoabenteuer, Regie: Peter Timm
- 2011: Die Vermessung der Welt, Regie: Detlev Buck
- 2012: Der Medicus, Regie: Philipp Stölzl
- 2012: Mit Burnout durch den Wald, (Szenenbild), Regie: Micky Rowitz
- 2014: Der Kriminalist – Der Spieler, (Szenenbild), Regie: Filipos Tsitos
- 2017: Vorwärts immer!, Regie: Franziska Meletzky
- 2017: Dark Folge 1–10, Regie: Baran Bo Odar
- 2018: Dark Folge 11–18, Regie: Baran Bo Odar
- 2019: Verliebt in Kroatien, Regie: Bruno Grass
- 2020: Bekenntnisse des Hochstaplers Felix Krull, Regie: Detlef Buck
- 2021: Dupin – Bretonische Idylle, Regie: Janis Rebecca Rattenni
- 2022: Spreewaldkrimi – Die siebte Person, Regie: Lars-Gunnar Lotz
- 2022: Meme Girl, Regie: Benjamin Gutsche

## Auszeichnungen
- 2010: Deutscher Filmpreis, Bestes Szenenbild für Das weiße Band
- 2012: Österreichischer Filmpreis, Bestes Szenenbild für Hexe Lili – Die Reise nach Mandolan
- 2014: Europäischer Filmpreis, Bestes Szenenbild für Das finstere Tal
- 2017: Nederlands Filmfestival, Best Production Design für Brimstone
- 2018: Grimme-Preis Produktionsdesign für Dark